# Murat Ünalmış
Murat Ünalmış (Kayseri, 23 de abril de 1981) es un actor turco, conocido por interpretar el papel de Demir Yaman en la serie Bir Zamanlar Çukurova.

## Biografía
Murat Ünalmış nació el 23 de abril en Kayseri (Turquía), después de la escuela secundaria se mudó a Estambul.

## Carrera
Murat Ünalmış jugó baloncesto profesionalmente en el Fenerbahçe Sports Club durante sus años de escuela secundaria. Después de graduarse del departamento de administración de empresas de la Universidad de Marmara, comenzó sus estudios de actuación en la Academia de Estambul. En 2003 hizo su primera aparición como actor en la serie emitida en Fox Sınırlı Aşk. En el mismo año ocupó el papel de Seyit en la serie emitida en Show TV Kurşun Yarası.
En 2004 protagonizó la película Celal Oğlan. El año siguiente, en 2005, participó en la serie Deli Duran, transmitida por Kanal D y en Üç Kadın, transmitida por TRT 1. De 2005 a 2007 fue elegido para interpretar el papel de Mert Erdem en la serie emitida en ATV Şöhret. En 2007 interpretó el papel de Mehmet en la serie emitida en Star TV Sir Gibi.
En 2008 ocupó el papel de Poyraz en la serie emitida en Kanal 1 Rüzgâr. Al año siguiente, en 2009, interpretó el papel de Yusuf en la película Gecenin Kanatları dirigida por Serdar Aka. En el mismo año ocupó el papel de Yusuf en la película Güneşi Gördüm dirigida por Mahsun Kirmizigül. En 2009 y 2010 ocupó el papel de Haydar en la serie emitida en ATV Kasaba. En 2010 protagonizó la película New York'ta Beş Minare.
De 2010 a 2012 interpretó el papel de Yusuf Hancıoğlu en la serie emitida en Fox Yer Gök Aşk. En 2011 protagonizó la película Çinar Agaci dirigida por Handan Ipekçi. Al año siguiente, en 2012, protagonizó en la serie serie emitida en Star TV Babalar ve Evlatlar. En 2013 y 2014 interpretó el papel de Ali en la serie emitida en Kanal D İnadına Yaşamak. En 2016 interpretó el papel de Mahmoud Sabri en la miniserie emitida en TRT 1 Seddülbahir 32 Saat. En 2017 ocupó el papel de Arif Ünlü en la serie Sevda Kuşun Kanadında. En 2017 se unió al elenco de la serie emitida en Fox Deli Gönül, en el papel de Kadir.
De 2018 a 2021 fue elegido para interpretar el papel de Demir Yaman en la serie emitida en ATV Bir Zamanlar Çukurova y donde actuó junto a actores como Hilal Altınbilek, Uğur Güneş, Vahide Perçin, Kerem Alışık y Furkan Palalı. En 2023 interpretó el papel de Bagatur en la serie Gokturkler Asya'nin Efendileri. En el mismo año fue elegida para el papel principal de Gülcemal Şahin en la serie emitida en Fox Gülcemal junto a la actriz Melis Sezen.

## Vida privada
Murat Ünalmış en 2011 y 2012 estuvo casado con Birce Akalay.

## Filmografía

### Cine
| Año  | Título                   | Personaje     | Director          |
| ---- | ------------------------ | ------------- | ----------------- |
| 2004 | Celal Oğlan              |               |                   |
| 2009 | Gecenin Kanatları        | Yusuf         | Serdar Akar       |
| 2009 | Güneşi Gördüm            | Mamo          | Mahsun Kirmizigül |
| 2010 | Nueva York'ta Beş Minare |               | Can Ulkay         |
| 2011 | Çinar Agaci              | Handan Ipekçi |                   |

### Televisión
| Año           | Título                         | Personaje       | Notas         |
| ------------- | ------------------------------ | --------------- | ------------- |
| 2003          | Sınırlı Aşk                    |                 |               |
| 2003          | Kurşun Yarası                  | Seyit           |               |
| 2005          | Deli Duran                     |                 |               |
| 2005          | Üç Kadın                       |                 |               |
| 2005-2007     | Şöhret                         | Mert Erdem      |               |
| 2007          | Sir Gibi                       | Mehmet          | 5 episodios   |
| 2008          | Rüzgâr                         | Poyraz          |               |
| 2009-2010     | Kasaba                         | Haydar          |               |
| 2010-2012     | Yer Gök Aşk                    | Yusuf Hancıoğlu | 86 episodios  |
| 2012          | Babalar ve Evlatlar            |                 | 4 episodios   |
| 2013-2014     | İnadına Yaşamak                | Ali             | 6 episodios   |
| 2016          | Seddülbahir 32 Saat            | Mahmoud Sabri   | 4 episodios   |
| 2016-2017     | Sevda Kuşun Kanadında          | Arif Ünlü       | 31 episodios  |
| 2017          | Deli Gönül                     | Kadir           | 11 episodios  |
| 2018-2021     | Bir Zamanlar Çukurova          | Demir Yaman     | 102 episodios |
| 2023          | Gokturkler Asya'nin Efendileri | Bagatur         | ¿? episodios  |
| 2023-presente | Gülcemal                       | Gülcemal Şahin  | ¿? episodios  |

## Premios y reconocimientos
Festival Internacional de Cine de İzmit
| Año  | Categoría   | Trabajo               | Resultado |
| ---- | ----------- | --------------------- | --------- |
| 2020 | Mejor actor | Bir Zamanlar Çukurova | Nominado  |

Premios de la marca de Turquía
| Año  | Categoría           | Trabajo               | Resultado |
| ---- | ------------------- | --------------------- | --------- |
| 2019 | Mejor actor del año | Bir Zamanlar Çukurova | Ganador   |

Premios de la Juventud de Turquía
| Año  | Categoría   | Trabajo               | Resultado |
| ---- | ----------- | --------------------- | --------- |
| 2020 | Mejor actor | Bir Zamanlar Çukurova | Nominado  |